# 帶廣車站
帶廣車站（日语：／ Obihiro eki */?）是位於北海道帶廣市的北海道旅客鐵道（JR北海道）、日本貨物鐵道（JR貨物）根室本線的鐵路車站。本站為帶廣市的代表車站，位於西2条南12丁目4。車站編號為K31。電報略號為オロ。為來往札幌車站～帶廣車站之間的特急「十勝」終點站。本站也是來往札幌車站與釧路車站之間的特急「大空」的其中一個車站。
在文件上JR北海道車站與JR貨物車站位於同一地點，而實際上兩個車站之間存在著柏林台車站，並相距約4公里。本條目只敘述JR北海道車站（JR貨物車站請參照帶廣車站 (貨物站)）。
車站正面包括有停車場、的士站、帶廣車站巴士總站等供帶廣市內路線巴士、帶廣機場、都市間巴士等上下車。

## 歷史
- 1905年（明治38年）10月21日 - 以遞信省札幌鐵道作業局出張所釧路線（後來的國有鐵道根室本線）（帶廣～釧路）的車站開始營業。一般車站。
- 1907年（明治40年）9月8日  - 鐵道省北海道帝國鐵道管理局十勝線（後來同樣是根室本線）（旭川～帶廣）開始通行。
- 1924年（大正13年）11月14日 - 十勝鐵道的貨物線開始行駛本車站。
- 1925年（大正14年）12月10日 - 士幌線開始營業。
- 1929年（昭和4年）
  - 2月12日 - 位於車站東南方，十勝鐵道的帶廣大通車站開始營業，並作為與國鐵之間的轉線站。
  - 11月2日 - 廣尾線開始營業。
- 1930年（昭和5年）8月15日 - 改建為第二代車站大樓。
- 1959年（昭和34年）11月14日 - 廢除帶廣大通車站，但保留貨物線。
- 1966年（昭和41年）11月1日 - 改建為第三代車站大樓。（整合帶廣車站建設有限公司的商店，並成為擁有地下一層、地上三層鋼筋混凝土結構的民眾車站。）
- 1968年（昭和43年）10月 - 貨櫃場開始營業。
- 1972年（昭和47年）12月31日 - 擴建車站四樓酒店部份。
- 1977年（昭和52年）3月1日 - 廢除十勝鐵道的貨物線。
- 1982年（昭和57年）8月 - 設置車票打印發票機及自動售票機。
- 1986年（昭和61年）11月1日 - 廢除行李處理。
- 1987年（昭和62年）
  - 2月1日 - 廢除廣尾線。
  - 3月22日 - 廢除士幌線。
  - 4月1日 - 國鐵分割民營化後，由JR北海道繼承。
- 1996年（平成8年）11月24日 - 車站高架化，並改建為第四代車站大樓（現在）。
- 1998年（平成10年）11月 - 帶廣車站建設有限公司ESTA帶廣因破產而倒閉。
- 2001年（平成13年）
  - 6月1日 - ESTA帶廣重新開始營業。
  - 7月1日 - 東西通道及新自動售票機開始使用。

## 車站構造
帶廣車站為2面（島式月台）4線的高架車站。高架車站的商店以前為以酒店及零售業務為主的帶廣車站建設（於1965年（昭和40年）創辦）所管理，並於1996年（平成8年）建立ESTA帶廣，但在開始營業2年後破產。現在以商戶承租為主。本站為全日配置職員車站。而1、2號月台的檢票口（改札口）則由JR道東旅遊服務負責管理。
車站大樓1樓包括購物區、各類設施、候車室、綠窗口（營業時間6時00分～22時30分）、TWINKLE PLAZA（旅行中心）檢票口（自動檢票口、不對應Kitaca）等，而2樓為車站月台。鐵路便當在1樓的商店售賣。此外，直至故鄉銀河線被廢除前，設置售賣轉線車票的自動售賣機。
最初檢票口位於車站中央部份，其後由於接駁通道及商戶的要求而將檢票口後退，從而開放中央部份。同樣情況亦出現在九州旅客鐵道（JR九州）的宮崎車站。車站大堂内有設置機械時鐘。

### 月台配置
| 月台 | 路線      | 方向 | 目的地                     |
| ---- | --------- | ---- | -------------------------- |
| 1    | ■根室本線 | 下行 | 池田、釧路方向             |
| 2    | ■根室本線 | 上行 | 札幌、瀧川方向             |
| 2    | ■根室本線 | 下行 | 池田、釧路方向             |
| 3    | ■根室本線 | 上行 | 新得、札幌、瀧川方向       |
| 3    | ■根室本線 | 下行 | 池田、釧路方向             |
| 4    | ■根室本線 | 上行 | 新得、札幌、瀧川、旭川方向 |
| 4    | ■根室本線 | 下行 | 池田、釧路方向             |

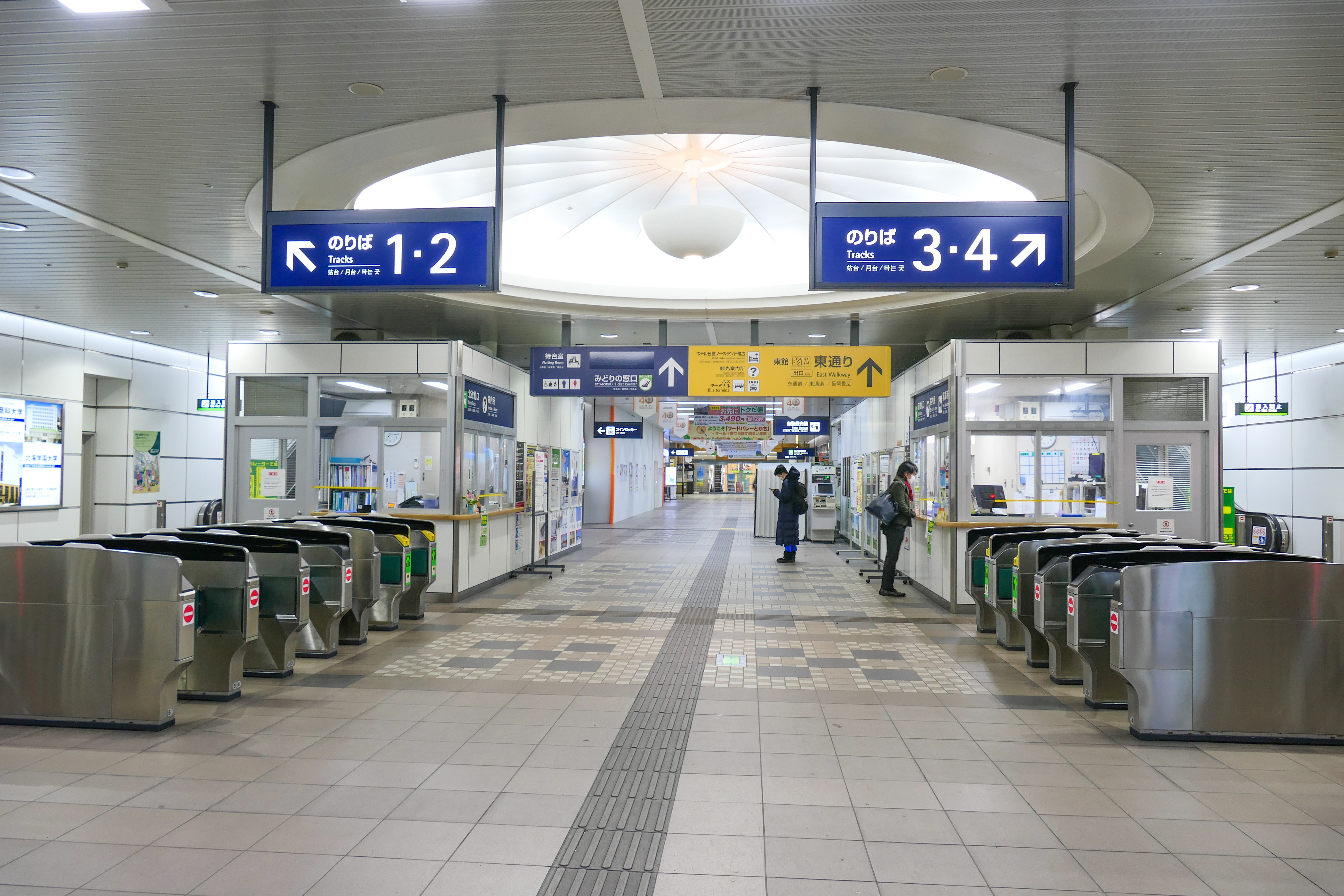
1號至4號驗票口(2022年2月)
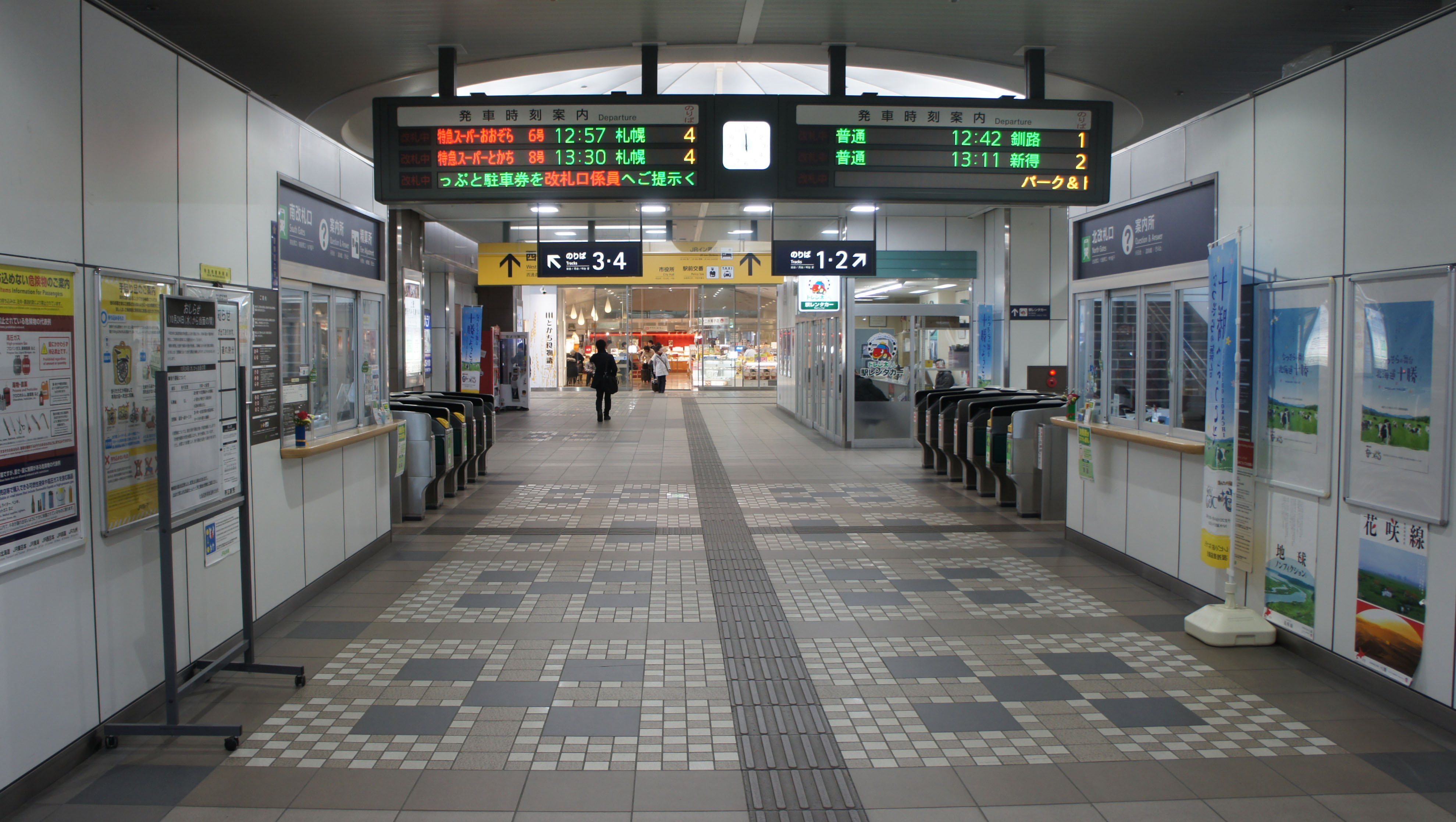
東西通道(2019年3月)
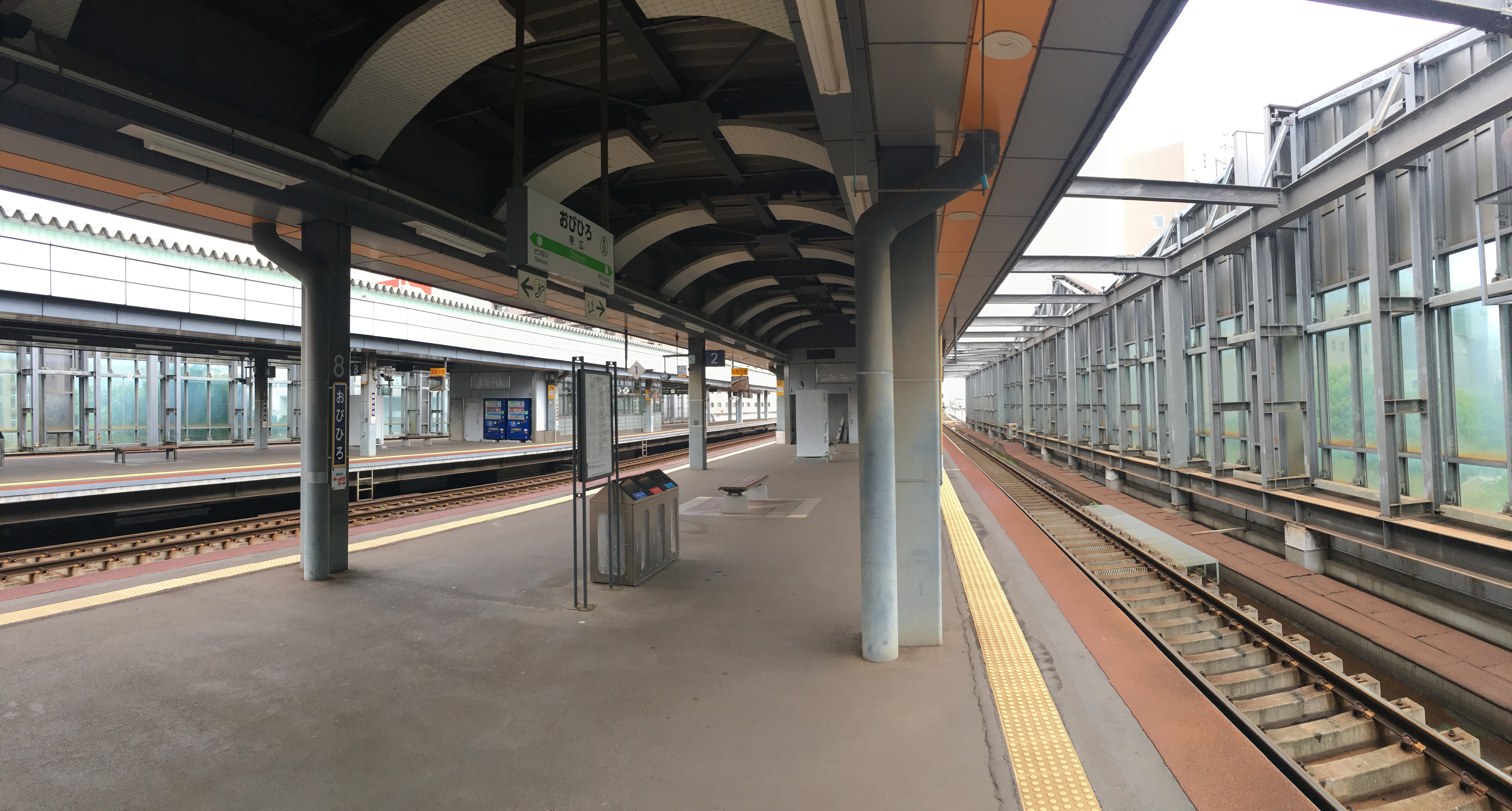
月台(2022年8月)

## 鐵路便當
主要的鐵路便當為下列數款。
- 炭燒飯團
- 十勝收穫便當
- 炭燒豬肉便當

## 車站周邊
位於帶廣市中心部份，附近有市政府等公共設施。車站前有很多零售店舖、餐廳及住宿設施等。
亦鄰近由JR北海道集團所經營的北國帶廣日航酒店。
- 國道236號
- 國道38號
- 十勝綜合振興局廳舍
- 帶廣市政府
- 帶廣市圖書館
- 帶廣市民文化廳
- 十勝廣場
- 帶廣警察署
- 帶廣警察署車站前派出所
- 帶廣郵政局（併設日本郵政帶廣分店、郵貯銀行帶廣店、簡保生命保險帶廣分店）
- 帶廣大通郵政局
- 帶廣長崎屋內郵政局
- 北海道勞動金庫帶廣分店
- 帶廣信用金庫總店、中央分店
- 釧路信用金庫帶廣分店
- 北見信用金庫帶廣分店
- 網走信用金庫帶廣分店
- 北洋銀行帶廣中央分店
- 北海道銀行帶廣分店
- 瑞穗銀行帶廣分店
- 北陸銀行帶廣分店
- 農業協同組合連合會帶廣分所
- 帶廣市川西農業協同組合（JA帶廣川西）帶廣中央分店
- 藤丸百貨店
- 長崎屋帶廣店
- 帶廣東急酒店

## 相鄰車站
北海道旅客鐵道（JR北海道）
- 特急「大空」停靠站、「十勝」到發站

■根室本線
柏林台（K30）－帶廣（K31）－札內（K32）

### 曾經存在的路線
日本國有鐵道（國鐵）
廣尾線
帶廣－依田
士幌線
帶廣－木野

## 備註
1. ↑  根據『停車場変遷大辞典 国鉄．JR編 II』878項，旅客車站及貨物車站與瀧川車站之間的營業距離都是180.1公里。
2. ↑  JR時間表2010年9月號（交通新聞社出版）720頁

## 外部連結
- （日語）JR北海道 － 帶廣車站 （页面存档备份，存于）
- （日語）帶廣車站 （页面存档备份，存于）
- （日語）全驛參觀之旅 （页面存档备份，存于）